# Wellingham
Wellingham – wieś w Anglii, w hrabstwie Norfolk, w dystrykcie Breckland. Leży 39 km na północny zachód od Norwich i 153 km na północny wschód od Londynu. W 2001 miejscowość liczyła 55 mieszkańców.